# Condado de Harvey
O Condado de Harvey é um dos 105 condados do estado americano de Kansas. A sede do condado é Newton, e sua maior cidade é Newton. O condado possui uma área de 1 400 km² (dos quais 3 km² estão cobertos por água), uma população de 32 869 habitantes, e uma densidade populacional de 24 hab/km² (segundo o censo nacional de 2000). O condado foi fundado em 7 de março de 1872.